# Clemens Sommer
Clemens Ernst Josef Sommer (* 16. September 1891 in Cottbus; † 11. März 1962 in Chapel Hill (North Carolina)) war ein deutschamerikanischer Kunsthistoriker.

## Leben
Clemens Sommer war ein Sohn des Berufssoldaten und Generals Maximilian Josef Sommer und der Josefa von Radowitz. Der SS-General Ernst von Radowitz war ein Bruder seiner Mutter. 
Sommer wuchs in Freiburg im Breisgau auf und machte das Abitur 1911 in Wertheim. Er studierte Naturwissenschaften, Jura, Geschichte und Kunstgeschichte an den Universitäten Freiburg im Breisgau, München und Würzburg. Während des Ersten Weltkriegs wurde er wegen Krankheit nur beschränkt und nicht an der Front eingesetzt und studierte die andere Zeit weiter. Er wurde 1919 in Freiburg bei Hans Jantzen mit einer Dissertation über Bonifaz VIII. promoviert. 
Sommer war von 1920 bis 1922 als wissenschaftlicher Hilfsarbeiter an der Bibliotheca Hertziana in Rom tätig. Ab 1922 bis 1926 arbeitete er als Assistent am Augustinermuseum in Freiburg und publizierte über die „Madonnenfiguren am Oberrhein“ (1925). Danach war er ohne Anstellung und forschte für seine Habilitationsschrift über Niclas Gerhaert van Leyden, die er 1932 in Greifswald vorlegte. Sommer heiratete 1928 die Kunsthistorikerin Elisabeth Müller, sie hatten zwei Kinder, der 1934 geborene Sohn Maximilian Josef Sommer wurde Schauspieler. 
Nach der Machtergreifung der Nationalsozialisten trat Sommer zum 1. Mai 1933 in die NSDAP ein (Mitgliedsnummer 2.147.279), nach dem sogenannten Röhm-Putsch wurde er am 15. Oktober 1934 SA-Mitglied, außerdem wurde er Mitglied im NSLB, in der NSV und im RLB. 1933 und 1934 erhielt Sommer Reisebeihilfen für Forschungen in Skandinavien. Er erhielt 1934 an der Universität Greifswald einen Lehrauftrag für Nordische Kunstgeschichte und vertrat dort 1935/36 den vakanten Lehrstuhl. 1937 wurden Dozenten mit jüdischen Ehefrauen aufgefordert, sich scheiden zu lassen, mit Wirkung zum 1. Januar 1938 wurde Sommer daher die Lehrbefugnis auf Grund § 18 Reichshabilitationsordnung entzogen. Sommer emigrierte mit der Familie über Schweden in die USA. 
Sommer nahm 1939 eine Gastprofessur an der University of North Carolina at Chapel Hill wahr, 1940 wurde er dort zum Associate Professor und 1947 zum Full Professor ernannt. Sommer erhielt 1947 die US-amerikanische Staatsbürgerschaft. Er wirkte mit beim Ankauf von Stücken für das 1956 eröffnete North Carolina Museum of Art, für das der Staat North Carolina 1947 ein Budget von einer Million Dollar zur Verfügung stellte. Sommer starb 1962 bei einem Autounfall.

## Schriften (Auswahl)
- Die Anklage der Idolatrie gegen Papst Bonifaz VIII. und seine Porträtstatuen. Freiburg, Diss. 1920